# Hugues II de Montfaucon
Pour les articles homonymes, voir Hugues II.
Hugues II de Montfaucon, est un prélat du XIe siècle, qui fut archevêque de Besançon, issu de la famille de Montfaucon. Fondateur de l'abbaye Saint-Vincent de Besançon, dans laquelle il fut inhumé, après sa mort, survenue le 28 septembre 1085. 

## Biographie
Second fils de Conon de Montfaucon (v. 1005 - après 1040), seigneur de Montfaucon, et de son épouse dont la postérité n'a pas conservé le nom. Son frère aîné est Richard Ier de Montfaucon, qui reprendra le fief paternel et le cadet est : Meynier qui fut Haut doyen de la Métropole de Saint-Jean. Il est notaire de l'église de Besançon lorsqu'il devint archevêque. On croit qu'il participa au Concile d'Autun, en 1071 ou 1072.
Renaud II de Bourgogne restitue à la demande de Hugues II de Montfaucon, les églises de Domblans, du Vernois, de La Muyre, dont s'était emparé Guy II de Mâcon, comte de Mâcon entre 1065 et 1078 au détriment de l'église de Besançon. Hugues, évêque de Die, Légat du Saint-Siége, le déclara suspend à l'occasion d'une violence dont il était accusé à l'égard des officiers du chapitre de Saint-Paul. Le pape Grégoire VII releva cet archevêque qui voulait répandre ses bienfaits sur l'Ordre de Saint-Benoît, en fondant l'abbaye Saint-Vincent, où il sera inhumé après son décès survenu le 28 septembre 1085.